# Eubranchipus oregonus
Eubranchipus oregonus är en kräftdjursart som beskrevs av Creaser 1930. Eubranchipus oregonus ingår i släktet Eubranchipus och familjen Chirocephalidae. Inga underarter finns listade i Catalogue of Life.